# Pyrrhula murina
Il ciuffolotto delle Azzorre (Pyrrhula murina Godman, 1866) è un uccello passeriforme appartenente alla famiglia Fringillidae.

## Etimologia
Il nome scientifico della specie, murina, deriva dal latino e significa "grigio topo" (cfr. mus, "topo"), in riferimento alla colorazione di questi uccelli.

## Descrizione

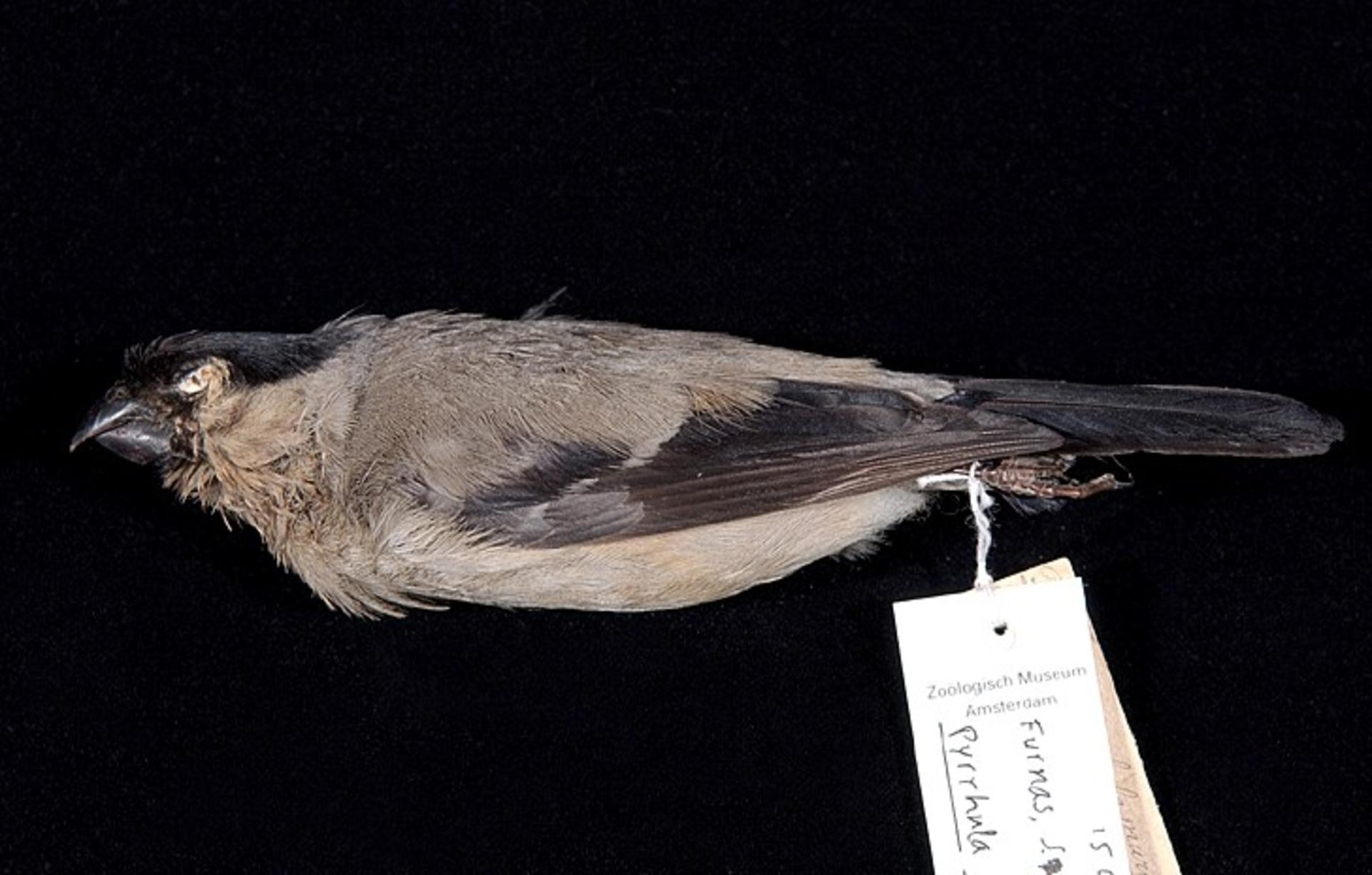
Maschio impagliato.

### Dimensioni
Misura 16–17 cm di lunghezza, per un peso di 30 g: a parità d'età, i maschi sono leggermente più grossi e robusti rispetto alle femmine.

### Aspetto
L'aspetto di questi uccelli è quello tipico dei ciuffolotti, massiccio e robusto, con grossa testa e becco tozzo e massiccio, di forma arrotondata.
Il piumaggio è dominato dalle tonalità del bruno, con sfumature grigiastre su gola, petto e dorso, mentre ali, coda, calotta e mascherina facciale sono di colore nero, con copritrici grigie: codione e sottocoda sono biancastri. A differenza delle altre specie di ciuffolotto, in questi uccelli non è presente un marcato dicromatismo sessuale, coi due sessi virtualmente identici e i maschi che solo sporadicamente possono presentare sfumature rosate nell'area ventrale.

## Biologia
I ciuffolotti delle Azzorre sono uccelletti vispi e allegri, dalle abitudini diurne, che vivono perlopiù in coppie e passano la maggior parte della giornata alla ricerca di cibo fra la vegetazione o al suolo, coi due partner che si cercano spesso e si tengono costantemente in contatto mediante richiami fischiati.

### Alimentazione
Il ciuffolotto delle Azzorre è una specie perlopiù granivora, la cui dieta segue variazioni stagionali rimarchevoli: durante la primavera, questi uccelli basano la propria dieta sui fiori e germogli, felci e licheni, durante l'estate si nutrono perlopiù di semi e germogli di piante erbacee, durante l'autunno privilegiano bacche e semi di arbusti da frutto e d'inverno prediligono semi d'albero. La loro dieta è fortemente dipendente dalla flora locale, tant'è che questi uccelli si nutrono di almeno 36 specie endemiche dell'arcipelago, che rappresentano la maggioranza della loro dieta durante quasi tutto l'arco dell'anno.

### Riproduzione
La stagione riproduttiva di questi uccelli va da maggio ad agosto: le coppie, durante questo periodo, divengono territoriali e scacciano vigorosamente eventuali intrusi dai paraggi. Il maschio corteggia la femmina tenendo un rametto nel becco (similmente al ciuffolotto europeo e agli estrildidi) e cantando.
Il nido viene costruito a qualche metro dal suolo, nel folto della vegetazione: esso si compone di due strati di radichette e fibre vegetali ed è foderato internamente da materiale più soffice. Per il resto non si conosce ancora granché circa le abitudini riproduttive di questa specie, sebbene si pensa che esse non differiscano significativamente per modalità e tempistica da quelle degli altri ciuffolotti e dei fringillidi in generale.

## Distribuzione e habitat
Come intuibile dal nome comune, il ciuffolotto delle Azzorre è endemico delle Azzorre ed in particolare occupa la porzione orientale dell'isola di São Miguel, fra i 300 e gli 800 m di quota. La specie è stanziale, tuttavia in autunno si registrano spostamenti fino a 3 km lungo il corso dei fiumi, il che farebbe pensare a tentativi di dispersione dei giovani una volta abbandonato il nido.
L'habitat di questi uccelli è rappresentato dalla laurisilva matura, con presenza di vecchi alberi e di denso sottobosco a predominanza di specie native.

## Tassonomia
Fino al 1993, il ciuffolotto delle Azzorre veniva considerato una sottospecie del ciuffolotto propriamente detto, col nome di Pyrrhula pyrrhula murina: attualmente, considerate le differenze morfologiche, comportamentali e soprattutto genetiche (sebbene permangono affinità non di poco conto, come ad esempio la peculiare confomazione degli spermatozoi), la comunità scientifica tende a considerarne corretta l'elevazione al rango di specie a sé stante, pur rimanendo filogeneticamente molto vicina alla precedente.

## Conservazione
Considerato comune e anzi dannoso per i raccolti durante i secoli passati, già negli anni '20 il ciuffolotto delle Azzorre era divenuto raro, e la popolazione globale di questa specie ha continuato a mostrare un trend negativo ancora per decenni.
Attualmente, la popolazione di questi uccelli è stimata in circa 120 coppie riproduttive, distribuite in un areale frammentato di circa 580 ettari: per questo motivo, il ciuffolotto delle Azzorre è considerato una "specie vulnerabile" dall'IUCN.
I fattori alla base del crollo demografico di questi uccelli sono l'abbattimento indiscriminato della laurisilva, l'introduzione di predatori (gatti, ratti) e di vegetali che hanno rimpiazzato l'habitat primigenio: per arrestarne il declino è stata varata l'istituzione di aree protette ed il monitoraggio continuo della popolazione selvatica, che è stata posta sotto stretta protezione.